# Campionato mondiale maschile di pallamano 2007
Il 20º Campionato mondiale maschile di pallamano ha avuto luogo dal 19 gennaio al 4 febbraio 2007 in Germania.
Il torneo ha visto la partecipazione di 24 squadre nazionali ed è stato vinto dalla Germania.

## Stadi
Gli incontri si sono disputati in 12 diverse città. La finale si è svolta alla Kölnarena di Colonia.
| Città      | Stadio              | Capienza |
| ---------- | ------------------- | -------- |
| Colonia    | Kölnarena           | 19.000   |
| Mannheim   | SAP-Arena           | 14.300   |
| Amburgo    | Color Line Arena    | 12.500   |
| Dortmund   | Westfalenhalle      | 12.000   |
| Halle      | Gerry-Weber-Stadion | 11.000   |
| Kiel       | Ostseehalle         | 10.200   |
| Berlino    | Max-Schmeling-Halle | 10.000   |
| Brema      | AWD-Dome            | 9.200    |
| Magdeburgo | Bördelandhalle      | 7.850    |
| Stoccarda  | Porsche Arena       | 6.100    |
| Lemgo      | Lipperlandhalle     | 5.000    |
| Wetzlar    | Rittal Arena        | 5.000    |

## Struttura del torneo

### Turno preliminare
Le 24 squadre partecipanti sono divise in sei gironi da quattro squadre ciascuno, con partite che si sono svolte fra il 20 e il 22 gennaio. I primi due di ogni gruppo passano il turno, mentre terza e quarta si giocano la Presidents-Cup. Spielplan - Handball-WM 2007 Archiviato il 21 maggio 2006 in Internet Archive..
I gruppi sono stati sorteggiati il 14 luglio 2006 Handball-WM: Gruppenauslosung wird zur Farce - Brand zur deutschen Glücksfee Archiviato il 2 maggio 2020 in Internet Archive..
| Gruppo A (Wetzlar): - Tunisia - Slovenia - Kuwait - Groenlandia | Gruppo B (Magdeburgo): - Francia - Islanda - Ucraina - Australia | Gruppo C (Berlino, Halle): - Germania - Polonia - Brasile - Argentina |
| Gruppo D (Brema): - Spagna - Rep. Ceca - Egitto - Qatar         | Gruppo E (Kiel): - Danimarca - Norvegia - Ungheria - Angola      | Gruppo F (Stoccarda): - Croazia - Russia - Marocco - Corea del Sud    |

### Presidents-Cup
Le squadre terze e quarte nei gruppi preliminari sono così divise in quattro gironi da tre:
| Gruppo I: - 3º posto Gruppo A - 3º posto Gruppo B - 3º posto Gruppo C | Gruppo II: - 3º posto Gruppo D - 3º posto Gruppo E - 3º posto Gruppo F | Gruppo III: - 4º posto Gruppo A - 4º posto Gruppo B - 4º posto Gruppo C | Gruppo IV: - 4º posto Gruppo D - 4º posto Gruppo E - 4º posto Gruppo F |

Le partite si sono giocate fra il 24 gennaio ed il 26 gennaio. Il 28 gennaio, i vincitori del Gruppo I e II hanno quindi giocato per il 13º posto, i secondi per il 15º posto, i terzi per il 17º posto. Le squadre del Gruppo III e IV hanno invece disputato allo stesso modo le finali per il 19º posto.

### Tabellone principale
Il round principale ha avuto luogo fra il 24 gennaio ed il 28 gennaio, con squadre in due gruppi da sei, portandosi dietro i risultati del gruppo precedente. The teams carry forward match results from matches against the other team from their Gruppo to qualify for the main round. Si qualificano ai quarti quattro squadre per girone e non ci sono finali 9º-12º posto.

### Eliminazione diretta
Nell'ultima settimana del torneo, a partire dal 30 gennaio e fino al 4 febbraio, i turni diventano ad eliminazione diretta. Nei quarti la prima di ogni girone incontra la quarta dell'altro, la seconda affronta la terza. Semifinali e partite di consolazione sono state il 1º febbraio; due giorni dopo playoff 5º posto il 3 febbraio, finali il giorno dopo.

### Seeding
- Fascia 1: Spagna, Francia, Danimarca, Tunisia, Croazia, Germania
- Fascia 2: Europa 4, Europa 5, Europa 6, Europa 7, Europa 8, Europa 9
- Fascia 3: Egitto, Kuwait, Marocco, Europa 10, Europa 11, Brasile
- Fascia 4: Angola, Corea del Sud, Qatar, Argentina, Groenlandia, Australia

## Turno preliminare

### Girone A

#### Classifica
| Squadra     | V-N-P | Pf-Ps  | +/- | Pts |
| ----------- | ----- | ------ | --- | --- |
| Slovenia    | 3-0-0 | 102-71 | 31  | 6   |
| Tunisia     | 2-0-1 | 97-77  | 20  | 4   |
| Kuwait      | 1-0-2 | 85-94  | -9  | 2   |
| Groenlandia | 0-0-3 | 68-110 | -42 | 0   |

#### Risultati
| Arbitri: | Karabaschi Kolahdouzan |

|         |           |               |
| Lubej 8 | Marcatori | Kreutzmann 10 |

| Arbitri: | Abrahamsen Kristiansen |

|         |           |            |
| Hmem 10 | Marcatori | Al Enezi 5 |

| Arbitri: | Karabaschi Kolahdouzan |

|          |           |            |
| Larsen 8 | Marcatori | Bousnina 9 |

| Arbitri: | Brunsovsky Canda |

|            |           |           |
| Al Zaabi 5 | Marcatori | Jovičič 6 |

| Arbitri: | Brunsovsky Canda |

|             |           |          |
| Al Azemi 11 | Marcatori | Larsen 7 |

| Arbitri: | Abrahamsen Kristiansen |

|           |           |         |
| Mgannem 6 | Marcatori | Natek 8 |

### Girone B

#### Classifica
| Squadra   | V-N-P | Pf-Ps  | +/- | Pts |
| --------- | ----- | ------ | --- | --- |
| Islanda   | 2-0-1 | 106-76 | 30  | 4   |
| Francia   | 2-0-1 | 103-63 | 40  | 4   |
| Ucraina   | 2-0-1 | 90-79  | 11  | 4   |
| Australia | 0-0-3 | 48-129 | -81 | 0   |

#### Risultati
| Arbitri: | Beji Farah |

|               |           |                         |
| Sigurðsson 15 | Marcatori | McCormack, Slavujevic 5 |

| Arbitri: | Olesen Pedersen |

|             |           |       |
| Karabatić 6 | Marcatori | Nat 6 |

| Arbitri: | Beji Farah |

|             |           |           |
| McCormack 4 | Marcatori | Guigou 10 |

| Arbitri: | Herczeg Südi |

|               |           |             |
| Kostetskiy 10 | Marcatori | Petterson 7 |

| Arbitri: | Herczeg Südi |

|               |           |             |
| Shkrobanets 6 | Marcatori | McCormack 9 |

| Arbitri: | Olesen Pedersen |

|          |           |              |
| Guigou 5 | Marcatori | Stefánsson 6 |

### Girone C

#### Classifica
| Squadra   | V-N-P | Pf-Ps | +/- | Pts |
| --------- | ----- | ----- | --- | --- |
| Polonia   | 3-0-0 | 87-63 | 24  | 6   |
| Germania  | 2-0-1 | 84-69 | 15  | 4   |
| Argentina | 1-0-2 | 57-81 | -24 | 2   |
| Brasile   | 0-0-3 | 65-80 | -15 | 0   |

#### Risultati
| Arbitri: | Chernega Poladenko |

|                 |           |          |
| tre giocatori 6 | Marcatori | Borges 7 |

| Arbitri: | Håkansson Nilsson |

|                       |           |        |
| Jurasik, Tłuczyński 5 | Marcatori | Ojea 4 |

| Arbitri: | Bretó Huelin |

|         |           |              |
| Tupan 6 | Marcatori | Tłuczyński 9 |

| Arbitri: | Chernega Poladenko |

|          |           |                 |
| Castro 4 | Marcatori | tre giocatori 5 |

| Arbitri: | Håkansson Nilsson |

|            |           |            |
| Kehrmann 7 | Marcatori | Bielecki 7 |

| Arbitri: | Bretó Huelin |

|           |           |           |
| Pacheco 6 | Marcatori | Civelli 5 |

### Gruppo D

#### Classifica
| Squadra   | V-N-P | Pf-Ps  | +/- | Pts |
| --------- | ----- | ------ | --- | --- |
| Spagna    | 3-0-0 | 109-76 | 33  | 6   |
| Rep. Ceca | 2-0-1 | 97-88  | 9   | 4   |
| Egitto    | 1-0-2 | 94-88  | 6   | 2   |
| Qatar     | 0-0-3 | 65-113 | -48 | 0   |

#### Risultati
| Arbitri: | Din Dinu |

|                |           |           |
| Filip, Jícha 7 | Marcatori | Al Saad 8 |

| Arbitri: | Vakula Ludovik |

|         |           |             |
| Davis 7 | Marcatori | El Ahmar 11 |

| Arbitri: | Din Dinu |

|          |           |           |
| Ghazal 5 | Marcatori | García 11 |

| Arbitri: | B. Methe R. Methe |

|             |           |          |
| El Ahmar 10 | Marcatori | Jícha 11 |

| Arbitri: | Vakula Ludovik |

|         |           |            |
| Awwad 9 | Marcatori | Al Turki 6 |

| Arbitri: | B. Methe R. Methe |

|                |           |         |
| Davis, Uríos 7 | Marcatori | Filip 9 |

### Gruppo E

#### Classifica
| Squadra   | V-N-P | Pf-Ps  | +/- | Pts |
| --------- | ----- | ------ | --- | --- |
| Ungheria  | 3-0-0 | 89-82  | 7   | 6   |
| Danimarca | 2-0-1 | 95-75  | 20  | 4   |
| Norvegia  | 1-0-2 | 88-65  | 23  | 2   |
| Angola    | 0-0-3 | 64-114 | -50 | 0   |

#### Risultati
| Arbitri: | Licis Stolarovs |

|        |           |        |
| Løke 9 | Marcatori | Dias 4 |

| Arbitri: | Lemme Ulrich |

|                 |           |            |
| Christiansen 10 | Marcatori | Iváncsik 7 |

| Arbitri: | Licis Stolarovs |

|          |           |              |
| Lopes 10 | Marcatori | Rasmussen 14 |

| Arbitri: | Stanojević Višekruna |

|           |           |        |
| Csaszar 8 | Marcatori | Løke 7 |

| Arbitri: | Stanojević Višekruna |

|        |           |         |
| Gál 10 | Marcatori | Lopes 8 |

| Arbitri: | Lemme Ulrich |

|                |           |             |
| Christiansen 6 | Marcatori | Jørgensen 7 |

### Gruppo F

#### Classifica
| Squadra       | V-N-P | Pf-Ps  | +/- | Pts |
| ------------- | ----- | ------ | --- | --- |
| Croazia       | 3-0-0 | 108-72 | 36  | 6   |
| Russia        | 1-1-1 | 94-83  | 11  | 3   |
| Corea del Sud | 1-1-1 | 87-92  | -5  | 3   |
| Marocco       | 0-0-3 | 60-102 | -42 | 0   |

#### Risultati
| Arbitri: | Menezes Pinto |

|                     |           |                           |
| quattro giocatori 4 | Marcatori | El Goundoul, El Morabet 6 |

| Arbitri: | Krstič Ljubič |

|               |           |       |
| Rastvortsev 7 | Marcatori | Cho 8 |

| Arbitri: | Krstič Ljubič |

|              |           |              |
| El Morabet 5 | Marcatori | Koksharov 11 |

| Arbitri: | Bord Buy |

|       |           |         |
| Cho 7 | Marcatori | Zrnić 8 |

| Arbitri: | Menezes Pinto |

|               |           |       |
| El Goundoul 5 | Marcatori | Cho 8 |

| Arbitri: | Bord Buy |

|          |           |          |
| Džomba 8 | Marcatori | Ivanov 6 |

## Presidents Cup

### Gruppo I

#### Classifica
| Squadra   | V-N-P | Ps-Ps | +/- | Pts |
| --------- | ----- | ----- | --- | --- |
| Ucraina   | 2-0-0 | 56-45 | 11  | 4   |
| Argentina | 1-0-1 | 50-48 | 2   | 2   |
| Kuwait    | 0-0-2 | 48-61 | -13 | 0   |

#### Risultati
| Arbitri: | Menezes Pinto |

|                       |           |              |
| Al Enezi, Al Mithin 5 | Marcatori | Kostetskiy 8 |

| Arbitri: | B. Methe R. Methe |

|            |           |           |
| Al Enezi 7 | Marcatori | Besasso 7 |

| Arbitri: | Brunovsky Canda |

|              |           |           |
| Kostetskiy 7 | Marcatori | Civelli 6 |

### Gruppo II

#### Classifica
| Squadra       | V-N-P | Pf-Ps | +/- | Pts |
| ------------- | ----- | ----- | --- | --- |
| Norvegia      | 2-0-0 | 61-50 | 11  | 4   |
| Corea del Sud | 1-0-1 | 68-64 | 4   | 2   |
| Egitto        | 0-0-2 | 48-63 | -15 | 0   |

#### Risultati
| Arbitri: | Brunovsky Canda |

|         |           |          |
| Karam 7 | Marcatori | Hansen 5 |

| Arbitri: | Stanojević Višekruna |

|            |           |           |
| El Ahmar 6 | Marcatori | Lee Ja. 7 |

| Arbitri: | Menezes Pinto |

|         |           |       |
| Løke 10 | Marcatori | Cho 8 |

### Gruppo III

#### Classifica
| Squadra     | V-N-P | Pf-Ps | +/- | Pts |
| ----------- | ----- | ----- | --- | --- |
| Brasile     | 2-0-0 | 63-53 | 10  | 4   |
| Groenlandia | 1-0-1 | 64-58 | 6   | 2   |
| Australia   | 0-0-2 | 48-64 | -16 | 0   |

#### Risultati
| Arbitri: | Licis Stolarovs |

|               |           |              |
| Kreutzmann 15 | Marcatori | McCormack 11 |

| Arbitri: | Karabaschi Kolahdouzan |

|              |           |           |
| Kreutzmann 9 | Marcatori | Pacheco 9 |

| Arbitri: | Din Dinu |

|           |           |          |
| Subotic 6 | Marcatori | Vanini 7 |

### Gruppo IV

#### Classifica
| Squadra | V-N-P | Pf-Ps | +/- | Pts |
| ------- | ----- | ----- | --- | --- |
| Marocco | 2-0-0 | 76-55 | 21  | 4   |
| Angola  | 1-0-1 | 61-59 | 2   | 2   |
| Qatar   | 0-0-2 | 54-77 | -23 | 0   |

#### Risultati
| Arbitri: | Beji Farah |

|            |           |                  |
| Al Saad 10 | Marcatori | Kamuanga, Neto 6 |

| Arbitri: | Din Dinu |

|           |           |                           |
| Al Saad 6 | Marcatori | Bouhaddioui, El Morabet 7 |

| Arbitri: | Licis Stolarovs |

|         |           |                   |
| Lopes 7 | Marcatori | Berrajaa, Salam 8 |

## Main round

### Gruppo I

#### Classifica
| Squadra  | V-N-P | Pf-Ps   | +/- | Pts |
| -------- | ----- | ------- | --- | --- |
| Polonia  | 4-0-1 | 162-147 | 15  | 8   |
| Germania | 4-0-1 | 157-138 | 19  | 8   |
| Islanda  | 3-0-2 | 161-153 | 8   | 6   |
| Francia  | 3-0-2 | 142-128 | 14  | 6   |
| Slovenia | 1-0-4 | 140-165 | -25 | 2   |
| Tunisia  | 0-0-5 | 142-173 | -31 | 0   |

#### Risultati
| Arbitri: | Olesen Pedersen |

|            |           |        |
| Rutenka 12 | Marcatori | Hens 9 |

| Arbitri: | Chernega Poladenko |

|        |           |              |
| Hmam 9 | Marcatori | Stefánsson 8 |

| Arbitri: | Herczeg Südi |

|             |           |              |
| Fernandez 6 | Marcatori | Tłuczyński 5 |

| Arbitri: | Håkansson Nilsson |

|          |           |         |
| Hammed 9 | Marcatori | Zeitz 7 |

| Arbitri: | Bretó Huelin |

|                     |           |                 |
| Bielecki, Jurasik 7 | Marcatori | tre giocatori 6 |

| Arbitri: | Chernega Poladenko |

|             |           |         |
| Karabatić 6 | Marcatori | Natek 5 |

| Arbitri: | Bretó Huelin |

|             |           |         |
| Karabatić 7 | Marcatori | Kraus 7 |

| Arbitri: | Karabaschi Kolahdouzan |

|            |           |           |
| Geirsson 8 | Marcatori | Rutenka 9 |

| Arbitri: | Olesen Pedersen |

|              |           |        |
| Jachlewski 8 | Marcatori | Ayed 7 |

| Arbitri: | Chernega Poladenko |

|        |           |                |
| Hens 6 | Marcatori | Michaelsson 10 |

| Arbitri: | Håkansson Nilsson |

|         |           |                |
| Gajić 8 | Marcatori | M. Lijewski 12 |

| Arbitri: | Nilson Rogerio |

|                     |           |        |
| quattro giocatori 4 | Marcatori | Ayed 7 |

### Gruppo II

#### Classifica
| Squadra   | V-N-P | Pf-Ps   | +/- | Pts |
| --------- | ----- | ------- | --- | --- |
| Croazia   | 5-0-0 | 145-128 | 17  | 10  |
| Danimarca | 3-0-2 | 141-134 | 7   | 6   |
| Spagna    | 3-0-2 | 152-145 | 7   | 6   |
| Russia    | 2-0-3 | 136-142 | -6  | 4   |
| Ungheria  | 2-0-3 | 132-138 | -6  | 4   |
| Rep. Ceca | 0-0-5 | 138-157 | -19 | 0   |

#### Risultati
| Arbitri: | Bord Buy |

|         |           |               |
| Jícha 9 | Marcatori | Iváncsik G. 7 |

| Arbitri: | Lemme Ullrich |

|           |           |            |
| García 10 | Marcatori | Igropulo 6 |

| Arbitri: | Vakula Ludovik |

|          |           |         |
| Boesen 7 | Marcatori | Balić 9 |

| Arbitri: | Abrahamsen Kristiansen |

|          |           |             |
| Jícha 10 | Marcatori | Koksharov 9 |

| Arbitri: | Krstič Ljubič |

|            |           |               |
| Lacković 6 | Marcatori | Iváncsik G. 6 |

| Arbitri: | Bord Buy |

|                |           |              |
| Christiansen 7 | Marcatori | Entrerríos 5 |

| Arbitri: | Vakula Ludovik |

|            |           |                |
| Lacković 9 | Marcatori | Jícha, Sobol 8 |

| Arbitri: | Abrahamsen Kristianse |

|        |           |         |
| Díaz 8 | Marcatori | Uríos 7 |

| Arbitri: | Krstič Ljubič |

|           |           |             |
| Stryger 6 | Marcatori | Koksharov 8 |

| Arbitri: | Lemme Ulrich |

|                 |           |        |
| tre giocatori 6 | Marcatori | Vori 7 |

| Arbitri: | Bord Buy |

|              |           |       |
| Koksharov 10 | Marcatori | Gál 7 |

| Arbitri: | Abrahamsen Kristiansen |

|          |           |         |
| Boesen 7 | Marcatori | Hrubý 9 |

## Partite di piazzamento (9º-24º posto)

### Finale 23º posto
| Arbitri: | Licis Stolarovs |

|             |           |            |
| McCormack 6 | Marcatori | Al Saad 13 |

### Finale 21º posto
| Arbitri: | Beji Farah |

|          |           |            |
| Larsen 9 | Marcatori | Barreiro 6 |

### Finale 19º posto
| Arbitri: | Din Dinu |

|                 |           |            |
| tre giocatori 7 | Marcatori | Berrajaa 6 |

### Finale 17º posto
| Arbitri: | Stanojević Višekruna |

|            |           |        |
| Al Zaabi 6 | Marcatori | Zaky 6 |

### Finale 15º posto
| Arbitri: | B. Methe R. Methe |

|          |           |        |
| Torres 8 | Marcatori | Cho 11 |

### Finale 13º posto
| Arbitri: | Herczeg Südi |

|             |           |          |
| Shelmenko 5 | Marcatori | Strand 8 |

## Fase ad eliminazione diretta

### Tabelloni

#### Risultati

##### Quarti di finale
| Arbitri: | Abrahamsen Kristiansen |

|         |           |          |
| Uríos 8 | Marcatori | Jansen 6 |

| Arbitri: | Lemme Ullrich |

|            |           |             |
| Bielecki 7 | Marcatori | Koksharov 8 |

| Arbitri: | Chernega Poladenko |

|         |           |         |
| Balić 5 | Marcatori | Abalo 8 |

| Arbitri: | Bord Buy |

|               |           |                 |
| Guðjónsson 15 | Marcatori | tre giocatori 9 |

##### Semifinali 5º-8ºposto
| Arbitri: | Lemme Ullrich |

|         |           |         |
| Tomás 6 | Marcatori | Balić 9 |

| Arbitri: | Herczeg Südi |

|          |           |              |
| Ivanov 6 | Marcatori | Stefánsson 7 |

##### Finale 7º posto
| Arbitri: | Chernega Poladenko |

|         |           |                             |
| Uríos 9 | Marcatori | G. Sigurðsson, Stefánsson 8 |

##### Finale 5º posto
| Arbitri: | Lemme Ullrich |

|          |           |            |
| Zrnić 11 | Marcatori | Igropulo 9 |

##### Semifinali
| Arbitri: | Håkansson Nilsson |

|                  |           |            |
| Baur, Glandorf 5 | Marcatori | Narcisse 8 |

| Arbitri: | Bretó Huelin |

|            |           |                        |
| Bielecki 8 | Marcatori | Boesen, Christiansen 7 |

##### Finale 3º posto
| Arbitri: | Krstić Ljubič |

|                     |           |                |
| Fernandez, Guigou 6 | Marcatori | Christiansen 9 |

##### Finale
| Arbitri: | Bord Buy |

|                                                                               |           | |
| Jansen 8 Hens 6 Kehrmann 4 Kraus 4 Zeitz 3 Glandorf 2 Klimovets 1 Schwarzer 1 | Marcatori | Jurasik 5 Tkaczyk 5 Bielecki 3 B. Jurecki 2 Tłuczyński 2 Jachlewski 1 M. Jurecki 1 K. Lijewski 1 M. Lijewski 1 Siodmiak 1 Wleklak 1 |

## Classifica finale
1. Germania
2. Polonia
3. Danimarca
4. Francia
5. Croazia
6. Russia
7. Spagna
8. Islanda
9. Ungheria
10. Slovenia
11. Tunisia
12. Rep. Ceca
13. Norvegia
14. Ucraina
15. Corea del Sud
16. Argentina
17. Egitto
18. Kuwait
19. Brasile
20. Marocco
21. Angola
22. Groenlandia
23. Qatar
24. Australia